# L-lisina 6-monoossigenasi (NADPH)
La L-Lisina 6-monoossigenasi (NADPH) è un enzima appartenente alla classe delle ossidoreduttasi, che catalizza la seguente reazione:
L-lisina + NADPH + H+ + O2 ⇄ N6-idrossi-L-lisina + NADP+ + H2O
L'enzima è una flavoproteina (FAD); quello che deriva dal ceppo EN 222 di Escherichia coli è altamente specifico per la L-lisina; mentre la L-ornitina e la L-omolisina non sono, per esempio, substrati.